# Rosxa
Rosxa (en rus: Роща) és un poble (un possiólok) de l'óblast de Rostov, a Rússia, que en el cens del 2010 tenia 331 habitants, pertany al districte de Salsk.